# جورج ای. استار
جورج ای. استار (به انگلیسی: George E. Starr) یک کشتی بود که طول آن ۱۴۸ فوت (۴۵ متر) بود. این کشتی در سال ۱۸۷۸ ساخته شد.